# مسجد ملا أمين رستم
مسجد ملا أمين رستم هو مسجد قديم أثري من مساجد العراق التراثية، ويقع في مركز مدينة السليمانية بمحلة ملكندي، ويحتوي على دارين للإمام والمؤذن، ولقد شيدهُ المحسنان (له لايه ن خير خواز)، و(حاجي ئه حمه دكه دكوكلي زاده) في عام 1254هـ/1839م، ومن ملحقاتهِ أربعة محلات تجارية، ويحتوي على مصلى يتسع لأكثر من مائة مصل بطول 15 متر وعرض 5 أمتار، ويقوم المبنى على ثلاثة أعمدة كونكريت وتوجد قبالة الحرم ساحة وطارمة بعرض الحرم وبطول 3 أمتار، ولقد تم تجديد بناؤه وتعميره في عقد الستينيات من قبل وزارة الأوقاف، ولقد أضيفت لهُ محلات ومشتملات في عام 1429هـ/ 2008م، على نفقة المحسنين.
ومن الأئمة والخطباء الذين تعاقبوا فيه بمنصب الإمامة:
- الملا امين مام روسته (ملا أمين رستم الذي سمي الجامع على أسمه).
- الملا عبد الرحمن أنور (فقيه السليمانية) في عهد الدولة العثمانية.
- الشيخ علي برو.
- الملا عبد الله حمه عزيز.
- الملا محمد عبد الله.[1]

تقام في المسجد حالياً صلاة الجمعة والصلوات الخمس المكتوبة.